# Hotkovo
Hotkovo (în rusă Хотьково) este un oraș din Regiunea Moscova, Federația Rusă și are o populație de 20.957 locuitori.